# GD Interclube
Grupo Desportivo Interclube, gewoonlijk bekend als Inter of Inter Luanda, is een Angolese voetbalclub uit de hoofdstad Luanda. De club speelt in de Girabola, de hoogste voetbaldivisie van Angola. De club werd opgericht in 1953.

## Erelijst
- Landskampioen

2007, 2010
- Beker van Angola

1986, 2003, 2011
- Supercup Angola

2001, 2008
1° de Agosto ·
1° de Maio ·
Atlético Sport Aviação ·
Benfica Luanda ·
CR Caála · 
CD Huíla · 
GD Interclube · 
Kabuscorp SC ·
Recreativo do Libolo ·
Atlético Petróleos Namibe ·
Onze Bravos ·
Petro Atlético ·
Porcelana FC ·
Progresso do Sambizanga ·
GD Sagrada Esperança ·
Santos FC